# Колленьо
Колленьо (итал. Collegno, пьем. Colègn) — коммуна в Италии, расположена в области Пьемонт, в провинции Турин. 
Население составляет 50 158 человек (2008 г.), плотность населения составляет 2781 чел./км². Занимает площадь 18 км². 
Почтовый индекс — 10093. Телефонный код — 011.
Покровителем коммуны почитается Святой Лаврентий, празднование в третье воскресение июля.
С коммуной связано итальянское выражение Обеспамятевший из Колленьо (итал. smemorato di Collegno), означающее забывшего что-то человека. Выражение вошло в употребление в 1930-х годах в связи со скандальным делом Брунери-Канелла.

## Демография
Динамика населения:

## Города-побратимы
Колленьо имеет отношения в формате городов-побратимов со следующими населёнными пунктами:
- Антони, Франция
- Шарошпатак, Венгрия
- Волжский, Россия
- Нойбранденбург, Германия
- Серданьола-дель-Вальес, Испания
- Сан-Грегорио-Маньо, Италия
- Уселтия, Тунис
- Матансас, Куба
- Сараево, Босния и Герцеговина
- Гавиржов, Чехия
- Роккетта-Сант'Антонио, Италия
- Гайба, Италия

## Администрация коммуны
- Официальный сайт: https://web.archive.org/web/20060216151249/http://www.comune.collegno.to.it/